# Finale della Coppa dei Campioni 1957-1958
La finale della Coppa dei Campioni 1957-1958 si è disputata all'Heysel di Bruxelles il 28 maggio 1958, tra gli spagnoli del Real Madrid, già vincitori delle due precedenti edizioni, e gli italiani del Milan davanti a circa 67.000 spettatori. Il risultato finale ha visto la vittoria del Real per 3-2 dopo i tempi supplementari, grazie alle reti di Di Stéfano, Rial e Gento, mentre per i rossoneri andarono in gol Schiaffino e Grillo.

## Le squadre
| Squadre     | Partecipazioni precedenti (il grassetto indica la vittoria) |
| ----------- | ----------------------------------------------------------- |
| Real Madrid | 2 (1956, 1957)                                              |
| Milan       | Nessuna                                                     |

## Il cammino verso la finale
Il Real Madrid arrivò alla finale in scioltezza: eliminò infatti prima l'Anversa agli ottavi con un risultato complessivo di 8-1, poi sconfisse ai quarti di finale il Siviglia in un derby spagnolo, dominando 8-0 all'andata e pareggiando 2-2 al ritorno. In semifinale incontrò gli ungheresi del Vasas Budapest che batté nettamente per 4-0 al Bernabéu, permettendosi poi di perdere per due reti a zero in Ungheria nella gara di ritorno.
Più complesso fu il cammino del Milan: i rossoneri dovettero infatti prima passare per il turno preliminare, soffrendo molto contro il Rapid Vienna e passando il turno solo alla "bella" giocata a Zurigo e vinta per 4-2. Agli ottavi di finale eliminarono agevolmente i Rangers Glasgow con un punteggio complessivo di 6-1, mentre ai quarti fu la volta del Borussia Dortmund, sconfitto per 4-1 al ritorno, dopo l'1-1 dell'andata. In semifinale dovettero incontrare il forte Manchester United che fu però letteralmente decimato dopo il tragico disastro aereo di Monaco di Baviera avvenuto durante il viaggio di ritorno da Belgrado dopo il quarto di finale contro la Stella Rossa. I red devils riuscirono comunque a mettere in difficoltà i rossoneri, battendoli per 2-1 all'Old Trafford, ma vennero poi eliminati con una sconfitta per 4-0 a San Siro.

## Le due squadre

### Real Madrid
Il Real Madrid in quella stagione aveva vinto il proprio campionato in scioltezza, combattendo per le prime partite contro l'Athletic Bilbao ma poi, dall'undicesima giornata, comandando la classifica fino alla fine per un totale di diciannove giornate consecutive. Le merengues si presentarono alla finale con un Di Stéfano in grandissima forma, capace di segnare, 38 reti in 37 giornate con una media di 1,03 gol a partita.
La squadra, agli ordini dell'argentino Luis Carniglia, era solita scendere in campo con il 3-3-1-3, detto anche forcone. L'attacco era quello classico che aveva già alzato al cielo la Coppa dei Campioni l'anno precedente, con Di Stéfano, Kopa e Gento. In difesa, oltre ai soliti Atienza e Lesmes, c'era l'uruguagio José Santamaría.

### Milan
Il Milan nella stagione 1957-1958, allenato da Giuseppe Viani, nonostante una discreta formazione, non fece bene: arrivò infatti solo nono in Serie A e fu eliminato dal Bologna ai quarti di Coppa Italia 1957-1958, mentre riuscì a fare bene solo in Coppa Campioni, arrivando appunto fino alla finale.
La squadra schierava tra i pali Narciso Soldan, che in realtà era il secondo portiere (il primo era Lorenzo Buffon, parente alla lontana di Gianluigi Buffon). In difesa Fontana, Beraldo erano i terzini e Cesare Maldini il centromediano. A centrocampo i rossoneri schieravano Bergamaschi e Radice mediani (quest'ultimo poi allenatore di successo capace di vincere con il Torino il primo scudetto post-Superga).
Le mezzali erano lo svedese Nils Liedholm, e l'argentino Grillo. L'attacco era formato dall'italo-uruguagio Juan Alberto Schiaffino, centravanti per l'occasione con all'attivo dieci reti stagionali, affiancato alle ali da Danova e dall'altro argentino  Cucchiaroni.

## La partita
Dopo un primo tempo privo di grandi emozioni, al 59' il Milan passò in vantaggio grazie a un gol di Juan Alberto Schiaffino, ma il pari delle merengues non tardò ad arrivare: al 74' Di Stéfano, nonostante un primo controllo imperfetto, riuscì a concludere a rete in mezzo all'area portando il risultato sull'1-1. A questo punto la partita si accese: quattro minuti dopo i rossoneri trovarono con Grillo la rete del nuovo vantaggio, vanificato però nel giro di pochi secondi dal pareggio di Rial che, ricevuto un cross dalla fascia, superò Soldan con un bel pallonetto sul palo lontano.
Per la prima volta nella storia della Coppa dei Campioni non erano bastati i novanta minuti per decidere la squadra campione: si andò così ai tempi supplementari. La finale fu decisa al 107' da Gento autore di un gol su carambola, con la difesa rossonera che non riuscì a evitare che il pallone entrasse lentamente in rete. Non bastarono al Milan i successivi tredici minuti per trovare il pari e il Real Madrid riuscì a vincere, per la terza volta consecutiva, la Coppa dei Campioni.

## Tabellino
| Arbitro: | Albert Alsteen |

|                                    |           |                           |
| Di Stéfano 74’ Rial 79’ Gento 107’ | Marcatori | 59’ Schiaffino 78’ Grillo |

| Real Madrid | Milan |

| Real Madrid    |    |                      |  |
|                |    |                      |  |
| P              | 1  | Juan Alonso Adelarpe |  |
| D              | 2  | Ángel Atienza        |  |
| D              | 3  | José Santamaría      |  |
| D              | 4  | Rafael Lesmes        |  |
| C              | 5  | Juan Santisteban     |  |
| C              | 6  | José María Zárraga   |  |
| A              | 7  | Raymond Kopa         |  |
| C              | 8  | Joseíto              |  |
| A              | 9  | Alfredo Di Stéfano   |  |
| C              | 10 | Héctor Rial          |  |
| A              | 11 | Francisco Gento      |  |
| Allenatore:    |    |                      |  |
| Luis Carniglia |    |                      |  |

| Milan          |    |                         |
|                |    |                         |
| P              | 1  | Narciso Soldan          |
| D              | 2  | Alfio Fontana           |
| D              | 3  | Eros Beraldo            |
| C              | 4  | Mario Bergamaschi       |
| D              | 5  | Cesare Maldini          |
| C              | 6  | Luigi Radice            |
| A              | 7  | Giancarlo Danova        |
| C              | 8  | Nils Liedholm           |
| A              | 9  | Juan Alberto Schiaffino |
| C              | 10 | Ernesto Grillo          |
| A              | 11 | Ernesto Cucchiaroni     |
| Allenatore:    |    |                         |
| Giuseppe Viani |    |                         |